# Rothorn (Hasliberg, Kerns)
Pour les articles homonymes, voir Rothorn.
Le Rothorn est un sommet des Alpes uranaises, en Suisse, situé entre les cantons de Berne et d'Obwald, qui culmine à 2 526 m d'altitude.
Il domine la vallée de l'Aar et les communes d'Innertkirchen et de Meiringen au sud-ouest et le Melchsee au nord.